# Ehrlichiaceae
Die Ehrlichiaceae bilden eine Familie Gram-negativer Bakterien. Sie zählen zur Ordnung der Rickettsiales. Die meisten Arten sind Parasiten, die innerhalb der Zellen des Wirtes leben und außerhalb der Zellen nicht lebensfähig sind. Man spricht von obligat intrazellulär-parasitierenden Bakterien. Entsprechend findet man unter den Ehrlichiaceae viele Krankheitserreger.

## Systematik
Die Ehrlichiaceae zählen zu der Klasse Proteobacteria der Bakterien. Die einzelnen Gattungen wurden im Laufe der Zeit häufig innerhalb der systematischen System der Bakterien häufig umgestellt. Unter anderem wurden die einzelnen Mitglieder zeitweise unter der Familie der Anaplasmataceae geführt. Im Jahr 2020 wurden die Arten aufgrund umfangreicher Untersuchungen der genetischen Merkmale von Anton Hördt und Mitarbeiter zu der Familie Ehrlichiaceae gestellt. Anaplasmataceae ist somit ein Synonym von Ehrlichiaceae.
Es folgt eine Liste der einzelnen Gattungen (Stand März 2021):
- Aegyptianella Carpano 1929 (Approved Lists 1980)
- Anaplasma Theiler 1910 (Approved Lists 1980)
- Ehrlichia Moshkovski 1945 (Approved Lists 1980)
- Lyticum (ex Preer et al. 1974) Preer and Preer 1982
- Neorickettsia Philip et al. 1953 (Approved Lists 1980)
- Wolbachia Hertig 1936 (Approved Lists 1980)

Die einzelnen Mitglieder der Familie wurden häufig innerhalb des taxonomischen Systems umgestellt. So wurde z. B. die früher zu Anaplasmataceae gestellte Art Cowdria ruminantium zu der Gattung Ehrlichia gestellt und nun als Ehrlichia ruminatium geführt.